# 短螯厚蟹
短螯厚蟹（学名：Helice leachii）为方蟹科厚蟹属的动物。分布于朝鲜、日本、加罗林岛、印度尼西亚、新喀里多尼亚、澳大利亚、马达加斯加、非洲东岸、台湾岛以及中国大陆的海南岛等地，生活环境为海水，多见于河口的沼泽区。